# Enchnoa lanata
Enchnoa lanata är en svampart som först beskrevs av Elias Fries, och fick sitt nu gällande namn av Elias Fries 1849. Enchnoa lanata ingår i släktet Enchnoa och familjen Nitschkiaceae.  Arten är reproducerande i Sverige. Inga underarter finns listade i Catalogue of Life.